# Atletica leggera ai Giochi della XXVIII Olimpiade - Salto con l'asta maschile

Video della Finale (Timothy Mack)

Video della Finale (Toby Stevenson)

Video della Finale (telecronaca RAI)

Il salto con l'asta ha fatto parte del programma di atletica leggera maschile ai Giochi della XXVIII Olimpiade. La competizione si è svolta nei giorni 25 e 27 agosto 2004 allo Stadio Olimpico di Atene. Vi hanno preso parte 39 atleti.

## Presenze ed assenze dei campioni in carica
| Competizione         | Atleta             | Prestazione | Atene 2004   |
| -------------------- | ------------------ | ----------- | ------------ |
| Olimpiadi 2012       | Nick Hysong        | 5,90 m      | 5° ai Trials |
| Commonwealth 2002    | Okkert Brits       | 5,75 m      | Presente     |
| Europei 2002         | Aleksandr Averbukh | 5,85 m      | Presente     |
| Coppa del mondo 2002 | Okkert Brits       | 5,75 m      | Presente     |
| Panamericani 2003    | Toby Stevenson     | 5,45 m      | Presente     |
| Mondiali 2003        | Giuseppe Gibilisco | 5,90 m      | Presente     |
|                      |                    |             |              |
| Mondiali junior 2000 | Aleksey Khanafin   | 5,30 m      | Non selez.   |

1. ↑  Sotto la bandiera del Sudafrica.

## La gara
Non passano la Qualificazione atleti di vertice come Romain Mesnil, Dmitri Markov e Okkert Brits, che vantano personali tra 5,95 e 6,05.
La finale si annuncia come un duello tra americani e russi.

Tutti i migliori superano 5,65 alla prima prova, tranne gli atleti USA Timothy Mack e Derek Miles, che ce la fanno al secondo tentativo.

A 5,75 tutti i migliori avanzano. Al primo posto in classifica si trova Toby Stevenson, con tre misure superate al primo turno. Al secondo posto c'è Giuseppe Gibilisco.

Gli americani e Gibilisco passano 5,80; Igor Pavlov invece affronta la prova e la passa, ma al secondo tentativo.
A 5,85 il gioco si fa duro. Solo Gibilisco valica l'asticella al primo tentativo; Mack e Stevenson invece devono ricorrere ad un'altra prova. Pavlov sbaglia anche la seconda e riserva il suo terzo tentativo a 5,90, ma sbaglia uscendo di gara.
Sono rimasti i due americani e Gibilisco. Con freddezza gli atleti USA centrano 5,90 alla prima prova; Gibilisco invece sbaglia e decide di passare a 5,95. A questa quota Gibilisco è il primo ad uscire; Stevenson lo segue. Mack invece esulta al terzo tentativo (è anche il suo record personale e il nuovo record olimpico): l'oro è suo.
Solo sette atleti hanno superato 5,75, deludendo un po' le attese della vigilia.

## Risultati

### Turno eliminatorio
Qualificazione5,70 m
Ben 16 atleti superano la misura richiesta, un record.

### Finale
Stadio olimpico, venerdì 27 agosto, ore 20:00.
| Primatista mondiale   | 6,14 | Serhij Bubka   | Rit. 2000 |
| Primatista stagionale | 6,00 | Toby Stevenson | Presente  |

1. ↑  Record stabilito nel 1994.

| Pos         | Atleta             | Paese       | 5,40 | 5,55 | 5,65 | 5,75 | 5,80 | 5,85 | 5,90 | 5,95 | Misura | Note                                     |
| ----------- | ------------------ | ----------- | ---- | ---- | ---- | ---- | ---- | ---- | ---- | ---- | ------ | ---------------------------------------- |
|             | Timothy Mack       | Stati Uniti |      | O    | XO   | O    | -    | XO   | O    | XXO  | 5,95   | Record olimpico                          |
|             | Toby Stevenson     | Stati Uniti |      | O    | O    | O    | -    | XO   | O    | XXX  | 5,90   |                                          |
|             | Giuseppe Gibilisco | Italia      |      | XO   | -    | O    | -    | O    | X--  | XX   | 5,85   | Miglior prestazione personale stagionale |
| 4           | Igor' Pavlov       | Russia      |      | O    | O    | XO   | XO   | XX-  | X    |      | 5,80   |                                          |
| 5           | Danny Ecker        | Germania    |      | XXO  | -    | O    | XXX  |      |      |      | 5,75   |                                          |
| 6           | Lars Börgeling     | Germania    |      | O    | -    | XXO  | XX-  | X    |      |      | 5,75   |                                          |
| 7           | Derek Miles        | Stati Uniti |      | O    | XO   | XXO  | X--  | XX   |      |      | 5,75   |                                          |
| 8           | Aleksandr Averbukh | Israele     |      |      | O    | XXX  |      |      |      |      | 5,65   |                                          |
| 9           | Rens Blom          | Paesi Bassi |      | XO   | O    | XXX  |      |      |      |      | 5,65   |                                          |
| 9 ex aequo  | Denys Yurchenko    | Ucraina     |      | XO   | O    | XXX  |      |      |      |      | 5,65   |                                          |
| 11          | Tim Lobinger       | Germania    |      | O    | XXX  |      |      |      |      |      | 5,55   |                                          |
| 11 ex aequo | Paul Burgess       | Australia   |      | O    | -    | XXX  |      |      |      |      | 5,55   |                                          |
| 13          | Pavel Gerasimov    | Russia      |      | XO   | X--  | X    |      |      |      |      | 5,55   |                                          |
| 13 ex aequo | Ruslan Yeremenko   | Ucraina     |      | XO   | -    | XXX  |      |      |      |      | 5,55   |                                          |
| 13 ex aequo | Daichi Sawano      | Giappone    | O    | XO   | XXX  |      |      |      |      |      | 5,55   |                                          |
| 16          | Oleksandr Korchmid | Ucraina     |      | XXO  | XXX  |      |      |      |      |      | 5,55   |                                          |